# マクス・ソロヴェイチク
マクス・ソロヴェイチク（ヘブライ語: מקס סולובייצ'יק、リトアニア語: Maksas Soloveičikas マクサス・ソロヴェイチカス)、1883年8月10日 - 1957年）は、リトアニアの政治家。ユダヤ人。

## 経歴
ロシア帝国のコヴノ（現・リトアニア領カウナス）で学んだ後、サンクト・ペテルブルクへと移り、続いてドイツ、そしてスイスのジュネーヴで勉学に励んだ。イスラエルの歴史に興味を持ち、パレスチナや近東を旅行。ジュネーヴ大学で博士号（哲学）を取得。
1904年よりサンクト・ペテルブルクに住み、そこでシオニストの雑誌の編集に携わる。また、大学でユダヤ史などを教えた。
第一次世界大戦後、リトアニアへ戻る。1919年、パリ講和会議に出席。
1920年12月15日から1922年11月13日まで憲法制定議会議員（第6（ウテナ）選挙区より選出）。ユダヤ会派に所属。
1919年4月12日から1922年12月までユダヤ大臣を務める（1923年1月、任期途中で退任したソロヴェイチクに代わってユリュス・ブルツクスがユダヤ大臣に就任（1923年2月22日まで））。
1923年、ソロヴェイチクはリトアニアを去りベルリンに移る。ドイツでアドルフ・ヒトラーが台頭すると、1933年にパレスチナに移住。